# 田中良二
田中 良二（たなか りょうじ、1956年〈昭和31年〉10月22日 - ）は、日本の政治家。鹿児島県薩摩川内市長（2期）。元鹿児島県議会議員（4期）。

## 来歴
鹿児島県薩摩郡下東郷村大字田海（のちの川内市田海町、現・薩摩川内市田海町）生まれ。川内市立八幡小学校（現・薩摩川内市立八幡小学校）、川内市立下東郷中学校（現・薩摩川内市立平成中学校）、鹿児島県立川内高等学校卒業。1974年（昭和49年）4月、九州大学文学部哲学科に入学。在学中は空手部の主将を務めた。1978年（昭和53年）3月、同大学卒業。同年4月、川内市役所に入庁。
市町村合併対策課長、合併協議会事務局長などを務め、2004年（平成16年）10月12日、川内市は樋脇町、入来町、東郷町、祁答院町、里村、上甑村、下甑村、鹿島村と合併し、薩摩川内市が誕生した。薩摩川内市企画政策部長。2006年（平成18年）9月30日、薩摩川内市役所を退職。
2007年（平成19年）、鹿児島県議会議員に初当選。2019年（平成31年）に4選。県議時代は自由民主党に所属した。
2020年（令和2年）10月25日に行われた薩摩川内市長選挙に自民党・公明党の推薦を受けて立候補。元市議の小田原勇次郎、元市議の松沢力ら3候補を破り初当選した。11月7日、市長就任。
2024年（令和6年）10月20日に薩摩川内市長選挙が告示され、田中以外に立候補の届け出がなく、無投票で再選が決まった。